# Cará (Sergio Closs)
Sergio Helmuth Closs, conocido como Cará (Carazinho. Río Grande del Sur, 7 de marzo de 1936 - 29 de mayo de 2005), fue un futbolista brasileño. Se desempeñaba como delantero y además de jugar en su país lo hizo en Rosario Central de Argentina.

## Carrera
Su puesto era el de puntero izquierdo. Desarrolló su carrera en forma casi íntegra en el estados de Río Grande del Sur; su primer equipo fue Esporte Clube Encantado en 1954. Al año siguiente pasó a Sport Club Jaú de Santo Antônio da Patrulha, con el que obtuvo el título en el Campeonato Gaúcho de Futebol Amador 1955.
En la temporada 1957 fichó por Esporte Clube Cruzeiro de Cachoeirinha. Su primer ciclo en dicha entidad se prolongó hasta 1961; emigró al fútbol argentino en 1962, incorporándose a Rosario Central, equipo que era entrenado por el argentino-brasileño Jim Lópes. Debutó oficialmente con la casaca auriazul en el cotejo correspondiente a la cuarta fecha del Campeonato de Primera División, disputado el 15 de abril y que finalizó igualado sin goles. Jugó un encuentro más en el certamen y dejó el canalla a fines de año.
Retornó a su país para jugar primeramente en Inter de Porto Alegre y luego iniciar una segunda y definitiva etapa en el Cruzeiro gaúcho entre 1964 y 1965. Luego de su retiro de la actividad, se dedicó a la conducción técnica, asumiendo en varias ocasiones el cargo de entrenador principal de Cruzeiro. Su logro más importante fue ganar la Copa Governador de Estado do Rio Grande do Sul en 1970.

## Clubes
| Club                               | País      | Año       |
| ---------------------------------- | --------- | --------- |
| Esporte Clube Encantado            | Brasil    | 1954      |
| Sport Club Jaú (S. A. da Patrulha) | Brasil    | 1955-1956 |
| Cruzeiro (RGS)                     | Brasil    | 1957-1961 |
| Rosario Central                    | Argentina | 1962      |
| Inter de Porto Alegre              | Brasil    | 1963      |
| Cruzeiro (RGS)                     | Brasil    | 1964-1965 |

## Palmarés

### Como futbolista
| Equipo         | País   | Título                              | Año  |
| -------------- | ------ | ----------------------------------- | ---- |
| Sport Club Jaú | Brasil | Campeonato Gaúcho de Futebol Amador | 1955 |

### Como entrenador
| Equipo         | País   | Título                                         | Año  |
| -------------- | ------ | ---------------------------------------------- | ---- |
| Cruzeiro (RGS) | Brasil | Copa Governador do Estado do Rio Grande do Sul | 1970 |